# Diocesi di Saint Petersburg
La diocesi di Saint Petersburg (in latino: Dioecesis Sancti Petri in Florida) è una sede della Chiesa cattolica negli Stati Uniti d'America suffraganea dell'arcidiocesi di Miami. Nel 2022 contava 492.709 battezzati su 3.329.118 abitanti. È retta dal vescovo Gregory Lawrence Parkes.

## Territorio

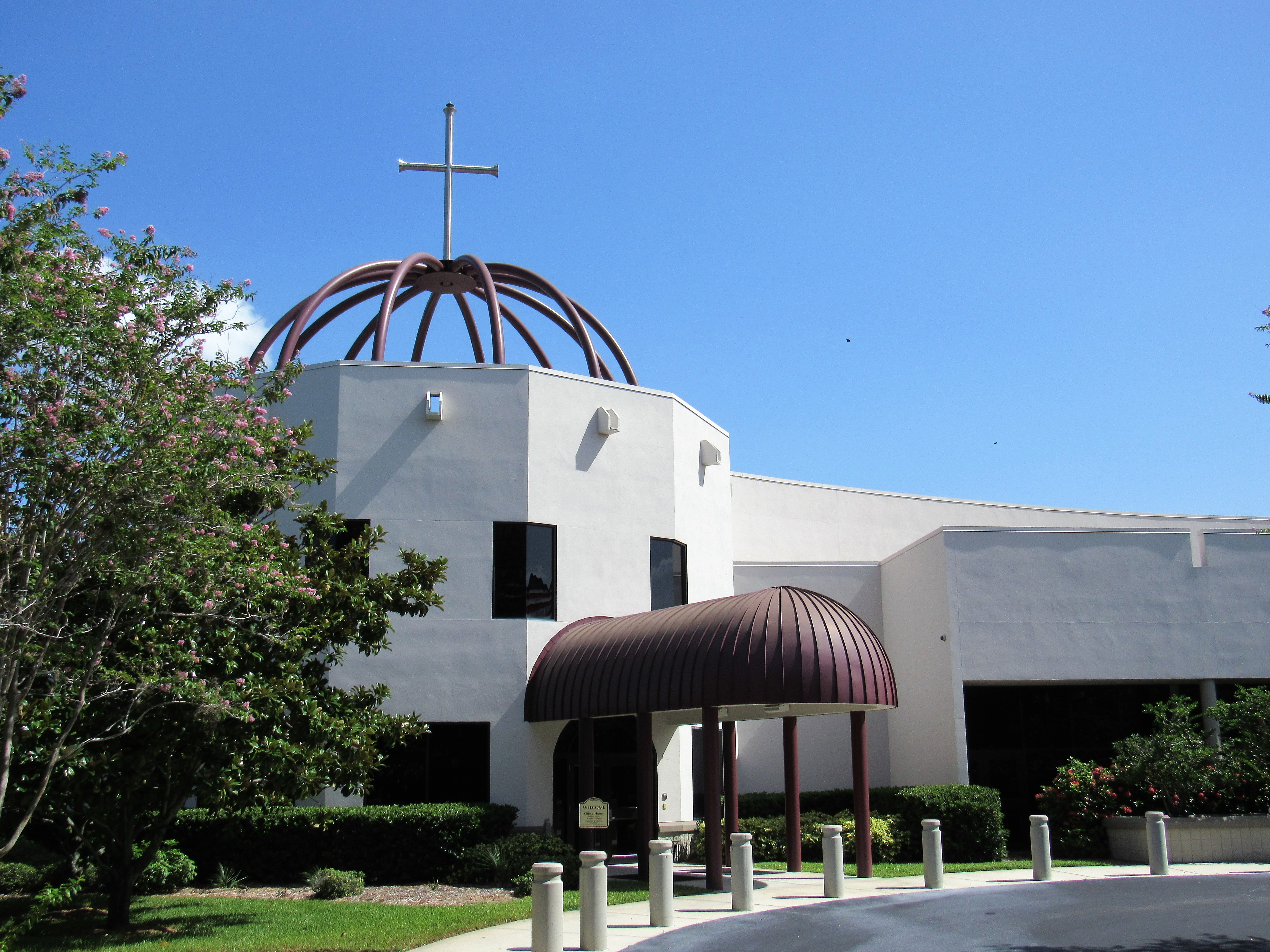
Il Pastoral Center della diocesi.

La diocesi si estende nella parte centro-occidentale della Florida, negli Stati Uniti d'America e comprende 5 contee: Citrus, Hernando, Hillsborough, Pasco e Pinellas.
Sede vescovile è la città di Saint Petersburg, dove si trova la cattedrale di San Giuda apostolo (Cathedral of St. Jude the Apostle).
Il territorio si estende su 8.228 km² ed è suddiviso in 74 parrocchie.

## Storia
La diocesi è stata eretta il 2 marzo 1968 con la bolla Cum Ecclesia di papa Paolo VI, ricavandone il territorio dalle diocesi di Miami (contestualmente elevata ad arcidiocesi) e di Saint Augustine.
Il 16 giugno 1984 ha ceduto una porzione del suo territorio a vantaggio dell'erezione della diocesi di Venice.

## Cronotassi dei vescovi
Si omettono i periodi di sede vacante non superiori ai 2 anni o non storicamente accertati.
- Charles Borromeo McLaughlin † (2 maggio 1968 - 14 dicembre 1978 deceduto)
- William Thomas Larkin † (18 aprile 1979 - 29 novembre 1988 ritirato)
- John Clement Favalora (14 marzo 1989 - 3 novembre 1994 nominato arcivescovo di Miami)
- Robert Nugent Lynch (5 dicembre 1995 - 28 novembre 2016 ritirato)
- Gregory Lawrence Parkes, dal 28 novembre 2016

## Statistiche
La diocesi nel 2022 su una popolazione di 3.329.118 persone contava 492.709 battezzati, corrispondenti al 14,8% del totale.
| anno | popolazione | popolazione | popolazione | presbiteri | presbiteri | presbiteri | presbiteri                | diaconi | religiosi | religiosi | parrocchie |
| anno | battezzati  | totale      | %           | numero     | secolari   | regolari   | battezzati per presbitero | diaconi | uomini    | donne     | parrocchie |
| ---- | ----------- | ----------- | ----------- | ---------- | ---------- | ---------- | ------------------------- | ------- | --------- | --------- | ---------- |
| 1970 | 129.531     | 1.373.200   | 9,4         | 322        | 133        | 189        | 402                       |         | 235       | 440       | 67         |
| 1976 | 194.249     | 1.924.200   | 10,1        | 318        | 199        | 119        | 610                       |         | 155       | 372       | 86         |
| 1980 | 252.316     | 2.254.959   | 11,2        | 350        | 225        | 125        | 720                       | 3       | 177       | 355       | 89         |
| 1990 | 291.359     | 2.207.266   | 13,2        | 330        | 181        | 149        | 882                       | 51      | 199       | 349       | 73         |
| 1999 | 358.951     | 2.393.006   | 15,0        | 280        | 134        | 146        | 1.281                     | 81      | 47        | 355       | 73         |
| 2000 | 365.277     | 2.435.179   | 15,0        | 349        | 211        | 138        | 1.046                     | 93      | 188       | 340       | 73         |
| 2001 | 371.714     | 2.478.095   | 15,0        | 343        | 209        | 134        | 1.083                     | 93      | 184       | 209       | 73         |
| 2002 | 384.259     | 2.561.727   | 15,0        | 368        | 237        | 131        | 1.044                     | 93      | 183       | 353       | 73         |
| 2003 | 391.422     | 2.609.480   | 15,0        | 346        | 217        | 129        | 1.131                     | 100     | 181       | 330       | 75         |
| 2004 | 398.702     | 2.660.220   | 15,0        | 305        | 194        | 111        | 1.307                     | 107     | 155       | 330       | 73         |
| 2010 | 424.951     | 2.875.177   | 14,8        | 323        | 207        | 116        | 1.315                     | 118     | 164       | 209       | 75         |
| 2014 | 438.200     | 2.968.000   | 14,8        | 332        | 203        | 129        | 1.319                     | 130     | 166       | 174       | 74         |
| 2017 | 461.209     | 3.116.283   | 14,8        | 323        | 191        | 132        | 1.427                     | 141     | 162       | 132       | 74         |
| 2020 | 487.008     | 3.290.592   | 14,8        | 291        | 195        | 96         | 1.673                     | 119     | 127       | 128       | 74         |
| 2022 | 492.709     | 3.329.118   | 14,8        | 308        | 212        | 96         | 1.599                     | 122     | 125       | 125       | 75         |